# 陈一教
陳一教（？—？），號澗雲。明代政治人物，南直隶宜兴人。

## 生平
万历二十五年（1597年）丁酉科順天鄉試舉人，萬曆二十九年（1601年）辛丑科進士。工部觀政，丁内艰歸。三十二年授户部主事，三十三年浙江监兑，三十五年管禄米仓，三十六年山西管粮，本年升福建司员外郎、郎中。三十八年升廣東提学参议，万历四十一年升广东潮州副使，四十三年六月升浙江右參政，四十七年考察降调。天啓元年起补山西右参政，二年拾遗去职。與秦翼明友好。

## 家族
曾祖陈浦，寿官。祖父陈郁。父陈俊章。
長子陳泰，崇祯辛未科状元，是周延儒之姻親，因家奴仗勢欺人，崇祯六年，激起宜兴民变。祁彪佳懲恶奴罪以平眾怒。
次子陳于鼎，戊辰科庶吉士，辛酉与兄同举于乡。